# Polegada
A polegada (inch em inglês, símbolos: in ou dupla plica (″) ) é uma unidade de comprimento usada no sistema imperial de medidas. Uma polegada é igual a 2,54 centímetros ou 25,4 milímetros.
A polegada é amplamente utilizada pelas nações anglófonas. Contudo, no Sistema Internacional de Unidades (SI), a utilização da polegada não é recomendada, conforme definido no capítulo 4.2 da sua 8ª edição publicada pelo BIPM (Bureau International des Poids et Mesures).
A norma internacional ISO 80000-4, cuja versão brasileira atual é a ABNT NBR ISO 80000-4:2007 (Grandezas e Unidades. Parte 4: Mecânica), também renega as unidades não recomendadas a anexos no final da norma, estando a polegada dentre elas.
A polegada tem sua origem na idade antiga onde romanos mediam o comprimento com o próprio polegar. É a largura de um polegar humano regular, medido na base da unha, a qual, num ser humano adulto, é de aproximadamente 2,5 cm.Também houve tentativas de se ligar a medida com a distância entre a ponta do polegar e a primeira junta; porém, isso normalmente é especulativo.[carece de fontes?]

## Definição
Atualmente, a polegada é definida em função do metro, que é a unidade de comprimento do SI. Em 1959, houve um acordo entre Estados Unidos, Reino Unido, Canada, Austrália, Nova Zelândia e África do Sul para estabelecer a libra e a jarda internacionais através da rastreabilidade ao SI, que na época era conhecido como Sistema Métrico. Pelo fato do Sistema Métrico (SI) ser muito mais desenvolvido e exato, o acordo definiu que 1 polegada equivale a exatamente 25,4 mm, ou seja, 0,0254 m.

## Notação
O símbolo internacional normalizado para polegada é in (ver ISO 80000-4). Por vezes, a unidade polegada é também representada por uma dupla plica (p.ex. 30″ = 30 in). Da mesma forma, o pé (unidade) é representado por uma plica, e então 6′ 2″ significam 6 pés e 2 polegadas, que medem 1,8796 m.
Não há espaço entre o número e as plicas, ao contrário do que ocorre entre o número e o símbolo in.
No entanto, por falta de conhecimento ou por dificuldades técnicas, a dupla plica  é às vezes erradamente representada por umas aspas curvas (”) ou por umas aspas ASCII ("); do mesmo modo, a plica (′) é às vezes erradamente representada por um apóstrofo (’) ou por um apóstrofo ASCII (').

## Aparelhos de TV, monitores de PC e aros de pneus
No Brasil, aparelhos de TV, monitores de computador, de celulares e de tablets ainda costumam ser vendidos com medidas da diagonal em polegadas. Para formatos 4:3, uma regra prática para converter para centímetros é usar 1 polegada de diagonal = 2 cm de largura. A polegada também é utilizada em aros de pneus, tanto de bicicletas quanto de veículos automotores.